# Mongabay
Mongabay (mongabay.com) ist ein englischsprachiges Online-Magazin. Gegründet wurde es 1999 von Rhett A. Butler. Über das Magazin berichteten unter anderem die Zeitung San Francisco Chronicle, das Time Magazine und das Wall Street Journal. Ursprünglich basierte die Website auf einem Text über tropische Regenwälder. Inzwischen beschäftigt sie sich auch mit tropischen Meeren und umweltwissenschaftlichen Themen. Es gibt Versionen für Kinder und Übersetzungen in etwa zwei Dutzend Sprachen.